# Camillina jeris
Espèce
Camillina jeris est une espèce d'araignées aranéomorphes de la famille des Gnaphosidae.

## Distribution
Cette espèce est endémique de Curaçao,.

## Description
Les mâles mesurent de 2,60 à 2,72 mm et les femelles de 3,16 à 3,96 mm.

## Étymologie
Son nom d'espèce lui a été donné en référence au lieu de sa découverte, Groot Sint-Jeris.

## Publication originale
- Platnick & Shadab, 1982 : A revision of the American spiders of the genus Camillina (Araneae, Gnaphosidae). American Museum novitates, no 2748, p. 1-38 (texte intégral).